# Keserű hikoridió

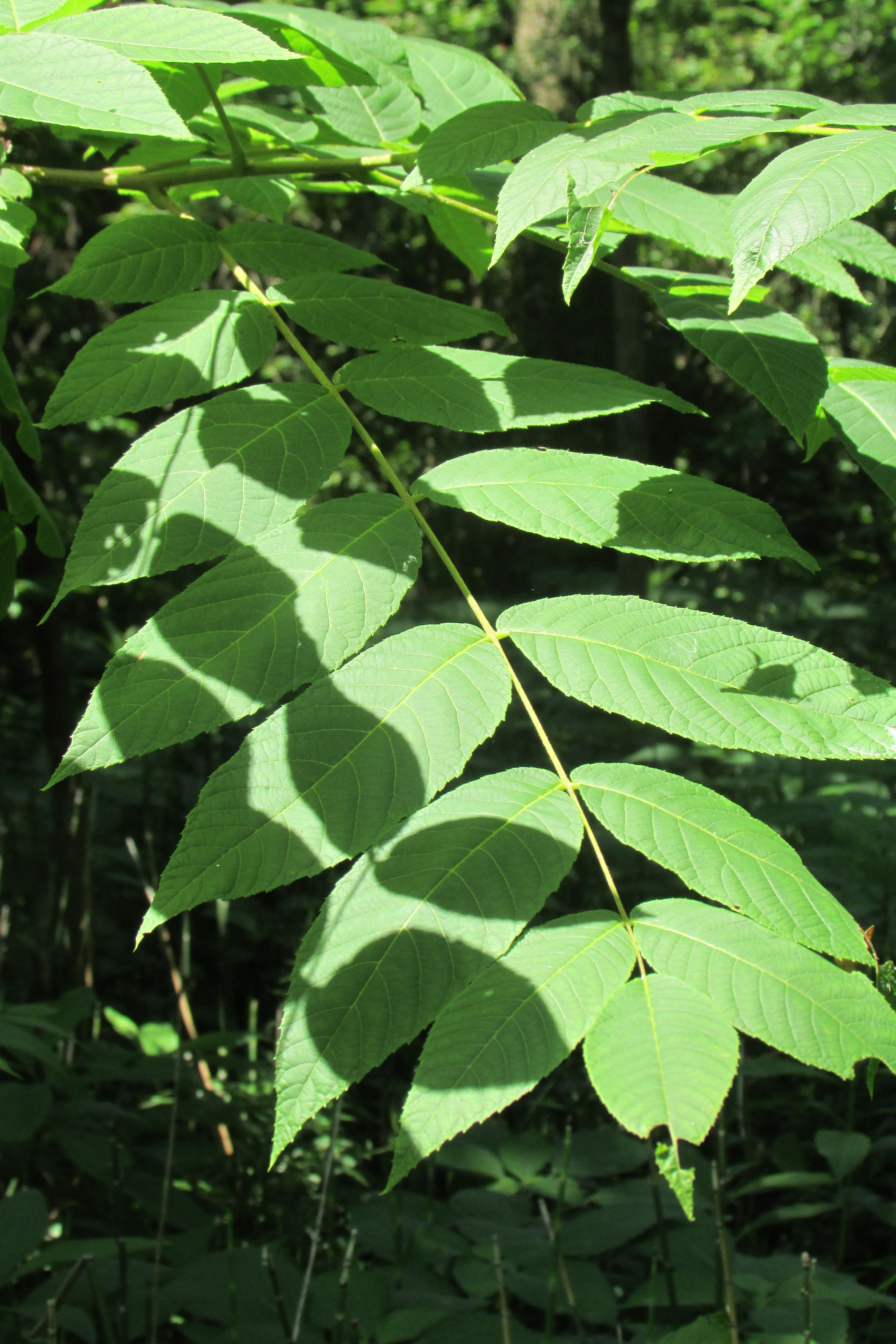
Szárnyasan összetett levelei

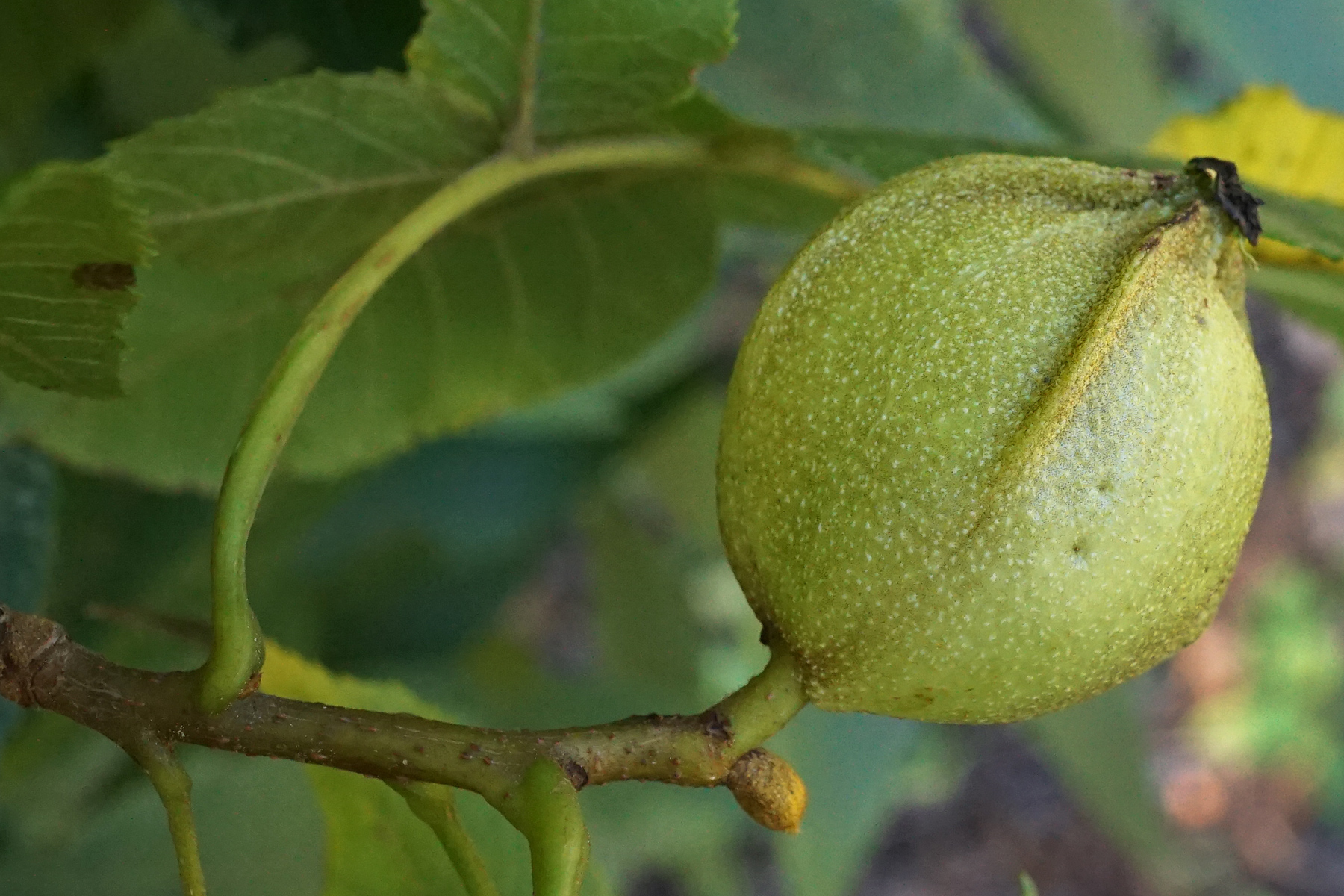
Termése

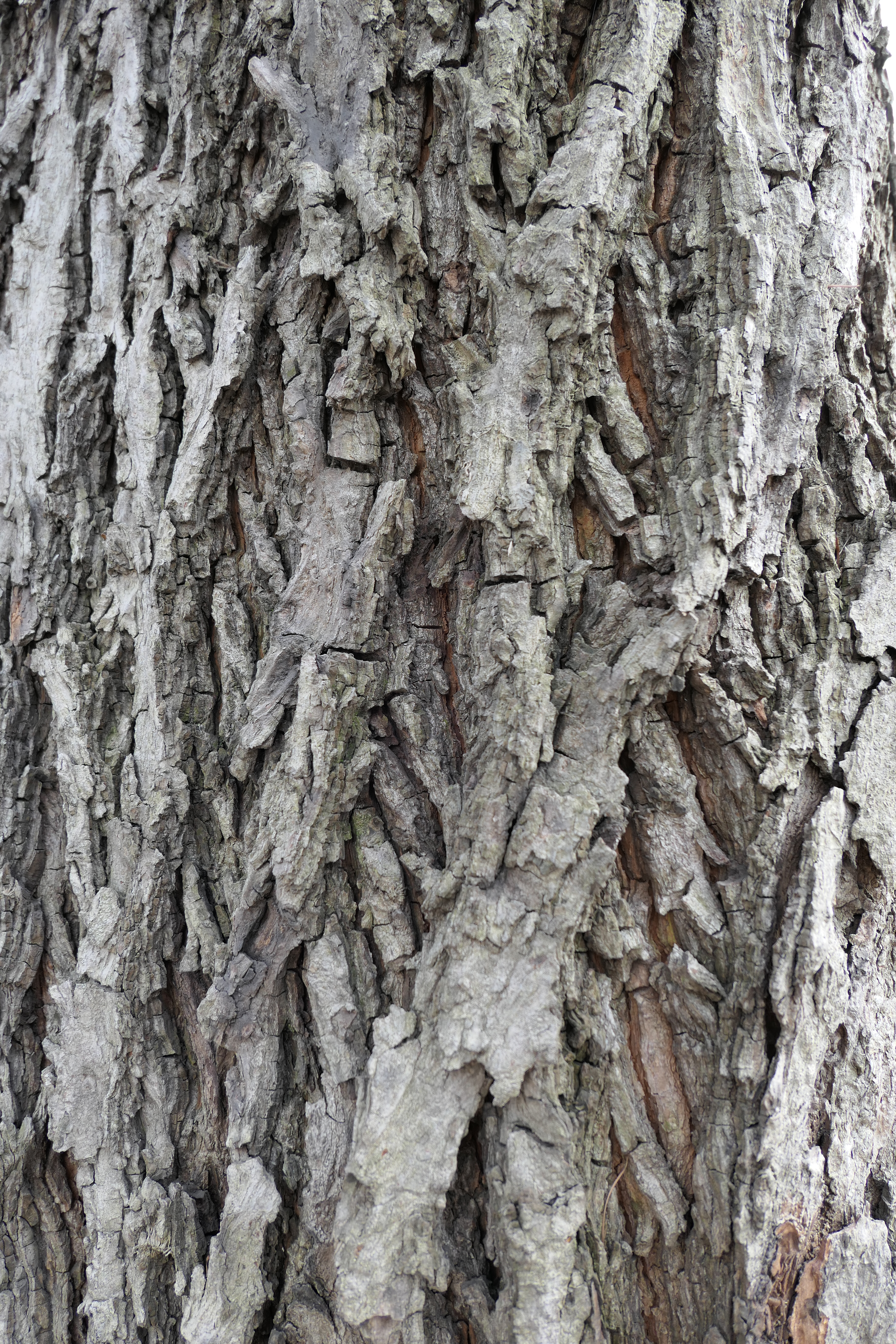
Kérge

A keserű hikoridió (Carya cordiformis) a bükkfavirágúak (Fagales) rendjében a diófafélék (Juglandaceae) családjába tartozó hikoridió (Carya) nemzetségben a pekán-hikorik (Apocarya) fajcsoportjának egyik faja. Régebben több rendszerező a valódi diók közé, tehát a Juglansnemzetségbe sorolta be, és emiatt még a 20. század vége felé is több leírásban Juglans cordiformis néven szerepelt. Angol nyelvterületen „keserű dió” (Carya amara, Nogal amaro), „keserű hikori” (bitternut hickory), „mocsár-hikori” (swamp hickory) és „disznódió” (pignut) neveken is ismert.

## Származása, elterjedése
Az atlantikus–észak-amerikai flóraterületen endemikus. Ez a legnagyobb területen elterjedt hikori faj, amely a Mexikói-öböl partvidékén és Kanada déli határvidékén egyaránt megtalálható.

## Megjelenése, felépítése
Oszlopos, terebélyes, 30 m-re is megnövő fa. Világosszürke kérge fiatalon sima, idővel berepedezik.
Szárnyasan összetett sötétzöld levelei mintegy 25 cm-esek és rendszerint 5-7-9 hegyesen fogazott, mintegy 15 cm-es a levélnyélen levélkenyél nélkül ülő levélkéből állnak. A középső levélke a legnagyobb. A levélkék mindkét vége elkeskenyedik — közel szimmetrikusak, és ez az egyik legalapvetőbb ismertetőjegye. Az alapi rész közelében a levélkék fonáka világos pikkelyes.
Rügyeiről is könnyen felismerhető, ugyanis a téli rügyeket kénsárga, hámló, levélszerű rügypikkelyek fedik.
Virágai aprók. A barkák hármas csoportban nyílnak.
2-3-as csoportokban termi 2-4 cm-es, némileg lapított, zöld burkú, szív alakú, gömbölyített vagy körte alakú dióit. Kopáncsa vékony, a varratok mentén szárnyak futnak a termés csúcsától a közepéig. A diótermés vagy a kopáncsban marad, vagy a kopáncs félig felnyílik róla. A dió vékony héját sekély rovátkák díszítik. A félbevágott dióban jól látható a másodlagos belső héj és az erős belső válaszfal, amely a belső tér feléig tart. Bele redőzött, szürke, keserű. Jóformán ehetetlen, de az amerikai indiánok nagy ínség idején néha mégis megeszik.

## Életmódja, termőhelye
Lombhullató. Sokféle termőhelyen megél, még extrém száraz és nedves körülmények között is. Természetes társulásaiban főleg a különböző tölgyesek elegyfája. 

## Hibridei
Eredményesen keresztezték több más hikori fajjal:
- a pekándióval létrehozott hibridje a Carya x brownii, amely a pekándió normális termőhelyeitől északra is ültethető. Hat nemesített fajtája ismert; ezek dióik többé-kevésbé ehetőek;
- a fehér hikoridióval alkotott hibridje a Carya x laneyi 11 elismert fajtával.
- az ovális hikoridióval alkotott hibridje a Carya x demareei.

## Felhasználása
Kemény, nehéz fájáért rossz adottságú termőhelyeken ültetik. Ebből a fából hordókat, kocsiszerszámokat, mezőgazdasági szerárukat készítenek, de tüzelőnek is árulják.
Kérgéből székeket készítenek.
Két kertészeti változatát is kinemesítették;
- egyik a Halesite, amely 1918-ban elnyerte a „legvékonyabb héjú hikori” címet,
- másik a Hatch,

de ezek nem jöttek divatba.